# Bürgerkrieg der Armagnacs und Bourguignons

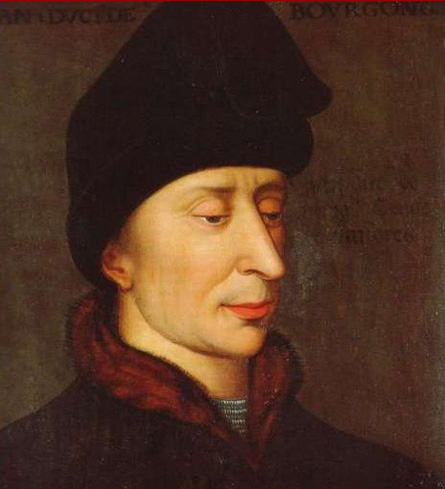
Johann Ohnefurcht

Der Bürgerkrieg der Armagnacs und Bourguignons war eine Auseinandersetzung in den Jahren 1410 bis 1419, die Frankreich, das sich zusätzlich mit England im Hundertjährigen Krieg befand, verwüstete.

## Kontext
Die Wurzeln des Bürgerkriegs liegen in der Regierungszeit des Königs Karl VI. und dessen zeitweiliger Geisteskrankheit, den Hintergrund lieferte der Hundertjährige Krieg und vor allem dessen zweite Phase von 1415 bis 1435, aber auch das Abendländische Schisma (1378–1417).
Karl VI. war spätestens seit 1393 (siehe Bal des Ardents) regierungsunfähig, so dass das Land seitdem von einem Regentschaftsrat unter dem Vorsitz der Königin Isabeau regiert wurde. Der Herzog von Burgund, Philipp der Kühne, der bereits der Regierung der Herzöge während Karls Minderjährigkeit angehört und die Heirat mit Isabeau vermittelt hatte, hatte großen Einfluss auf die Königin, der aber abnahm, nachdem sich Isabeau dem Herzog Ludwig von Orléans zuwandte, von dem angenommen wurde, dass er ihr Liebhaber wurde. Nach dem Tod Philipps 1404 verloren die Bourguignons, jetzt mit dem Herzog Johann Ohnefurcht an ihrer Spitze, weiter an Einfluss. Während Ludwig von Orléans, der Bruder des Königs, neun Zehntel seiner Einkünfte aus dem Staatsschatz bezog und damit in der Lage war, seinen Grundbesitz immer weiter auszudehnen, wurden die Bezüge des Burgunders, dessen Vater noch 200.000 Livres jährlich bezogen hatte, der aber nur der Vetter des Königs war, auf 37.000 Livres reduziert.
Johann Ohnefurcht fand es – vor dem Hintergrund, dass Isabeau und Ludwig bei der Pariser Bevölkerung äußerst unbeliebt waren – nützlich, sich die Zuneigung des Volkes zu erwerben. Er proklamierte ein Reformprogramm, das ihn wenig, Ludwig mit seiner Verschwendung staatlicher Gelder aber viel gekostet hätte. Seine Demagogie brachte ihm die Unterstützung der Universität und des Parlements ein, die bereits Reformvorschläge zur Beilegung des Schismas erarbeitet hatten und Ähnlichkeiten zwischen den kirchlichen und den politischen Problemen sahen.
Darüber hinaus suchte Ludwig von Orléans die Auseinandersetzung mit dem englischen König Heinrich IV., was wiederum Johann Ohnefurcht, der im Besitz der Grafschaft Flandern und damit an guten Wirtschaftsbeziehungen mit England sehr interessiert war, nicht dulden konnte: die flämische Wollindustrie auf Basis der englischen Wollproduktion wäre durch ein Embargo vollständig zum Erliegen gekommen.
Im Jahr 1405 spitzte sich der Konflikt zu. Eine burgundische Armee kam Paris so nahe, dass Isabeau und Ludwig die Stadt verlassen mussten. Johann bemächtigte sich des Dauphins Ludwig und machte sich zum Herrn der Hauptstadt. Der alte Herzog Johann von Berry, einer der Onkel Karls VI., aber auch Ludwigs und Johanns, der sich bisher darauf beschränkt hatte, sein Vermögen zu mehren und hin und wieder als Vermittler zwischen den Parteien tätig geworden war, schloss sich nun der Partei Orléans’ an.

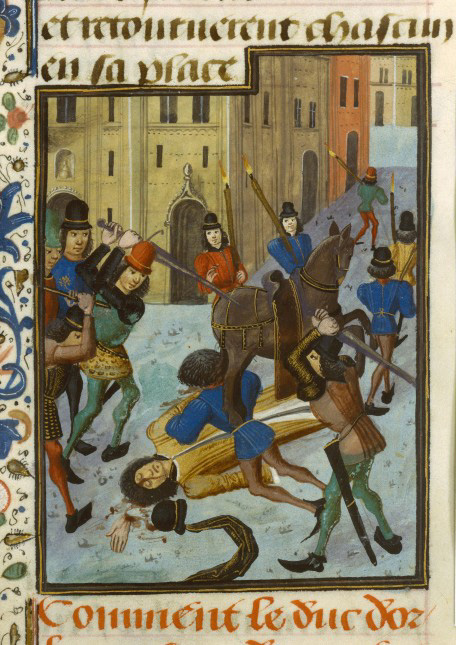
Ludwigs Ermordung in der Rue Vieille du Temple.

Im Oktober kam ein Friedensschluss zustande, allerdings musste Johann Ohnefurcht nun feststellen, dass die Einkünfte aus seinen Besitzungen allein nicht ausreichten, seine Politik zu finanzieren. Nach und nach schwand seine Macht. Am 23. November 1407 ließ er den fünfunddreißigjährigen Ludwig von Orléans von einer Gruppe von etwa fünfzehn (oder achtzehn) Männern ermorden, als dieser nach einem Besuch bei der Königin das Hôtel Barbette in der Rue Vieille du Temple verließ. Der Konflikt zwischen den beiden Parteien eskalierte nun zum offenen Krieg.

## Der Bürgerkrieg

### Der Mordprozess
Die nach dem Mord am Herzog von Orléans von Guillaume de Tignonville, Vogt von Paris, angestrengten Untersuchungen brachten ans Licht, dass Johann Ohnefurcht hinter der Tat stand, was dieser auch eingestand; Johann verließ Paris und scharte Juristen um sich, um sich zu rechtfertigen – am 8. März 1408 verteidigte der Theologe Jean Petit die Tat vor dem einberufenen Gerichtshof als Akt des Widerstands und als Tyrannenmord. Am 9. März 1409 kam es mit dem Vertrag von Chartres zu einem Friedensschluss, bei dem der König den Herzog von Burgund begnadigte, womit die Feindseligkeiten beendet zu sein schienen.

### Die Armagnacs
Im Jahr darauf wurde am 15. April 1410 in Gien die Hochzeit Karls von Orléans, Ludwigs Sohn und Nachfolger, mit Bonne, der Tochter des Grafen Bernard VII. d’Armagnac und Enkelin Johanns von Berry, begangen. Dies bildete den Anlass für eine Liga gegen den Herzog von Burgund. Dieser traten außer Karl und Bernard der Herzog Johann von Berry, Karls Onkel und Bernards Schwiegervater, Ludwig II., Herzog von Bourbon, und der Graf von Clermont-en-Beauvaisis, Johann I. bei. Weitere Mitglieder der Liga waren Johann VI., Herzog von Bretagne, der Graf von Alençon Johann I., aber auch der Theologe Jean Gerson, der sich weniger an der Ermordung Ludwigs selbst störte, sondern mehr an dessen Rechtfertigung durch Jean Petit.
Bernard VII. übernahm die Führung der Liga, die seitdem Armagnacs genannt wurden, und rekrutierte in Südfrankreich Soldaten. Diese gaben dem Krieg eine bis dahin nicht gekannte Brutalität. Auf seinem Höhepunkt verwüstete er die Umgebung von Paris und drang dabei bis zur Faubourg Saint-Marcel im Südosten der Stadt vor. Der Vertrag von Bicêtre vom 2. November 1410, der die Auseinandersetzungen offiziell beendete, führte nur zu einer Atempause bis zum nächsten Frühjahr. Im Frühjahr 1411 begannen die Armagnacs damit, das Beauvaisis und die Picardie zu plündern.

### Die Herrschaft der Bourguignons in Paris
Am 23. Oktober 1411 drang der Herzog von Burgund mit einer Armee von 60.000 Männern in Paris ein und griff die mit den Armagnacs verbündeten Bretonen an, die sich nach La Chapelle zurückzogen. In der Nacht vom 8. auf den 9. November verließ Johann Ohnefurcht mit seinen Soldaten die Stadt durch die Porte Saint-Jacques und marschierte auf Saint-Cloud. Dort gelang es ihm die Truppen der Armagnacs zu stellen und vollständig zu schlagen. Anschließend verfolgte er Orléans und seine Verbündeten und belagerte sie in Bourges, bis eine königliche Armee am 11. Juni 1412 vor der Stadt aufmarschierte. Die Armagnacs hatten in der Zwischenzeit (8. Mai 1412) einen Bündnisvertrag mit den Engländern abgeschlossen. Die Bourguignons hatten ähnliche Verhandlungen nicht abschließen können. Dieser Vertrag wurde durch den Vertrag von Auxerre vom 22. August wieder aufgehoben. In diesem verpflichteten sich Armagnacs und Bourguignons, nicht mit ausländischen Mächten zusammenzugehen. Da die Engländer im September dennoch im Cotentin landeten, musste ihr Abzug durch den Vertrag von Buzançais erkauft werden.
In Paris konnte der Herzog von Burgund seine Position gleichzeitig stärken, indem er im Januar 1412 die nach dem Aufstand der Maillotins 1382 abgeschaffte Prévôté des marchands inklusive ihrer alten Privilegien wiederherstellte und sich die Unterstützung der gut organisierten Metzger und kleinen Handwerker durch Geld und Wein erkaufte. Es entwickelte sich eine Reformbewegung, die die Generalstände dazu brachte, am 26. Mai 1413 eine Verfügung zu erlassen, deren Zusammentreffen mit dem Aufstand der Cabochiens (27. April bis 2. August) zum Symbol des burgundischen Triumphs und schließlich des Scheiterns der Volksbewegung wurde: Die Gegenerhebung der Pariser Bürger (2. August bis 4. August) unter Jean Jouvenel führte dazu, dass Johann aus der Stadt floh (siehe Vertrag von Pontoise)

### Die Diktatur der Armagnacs und die Schlacht von Azincourt

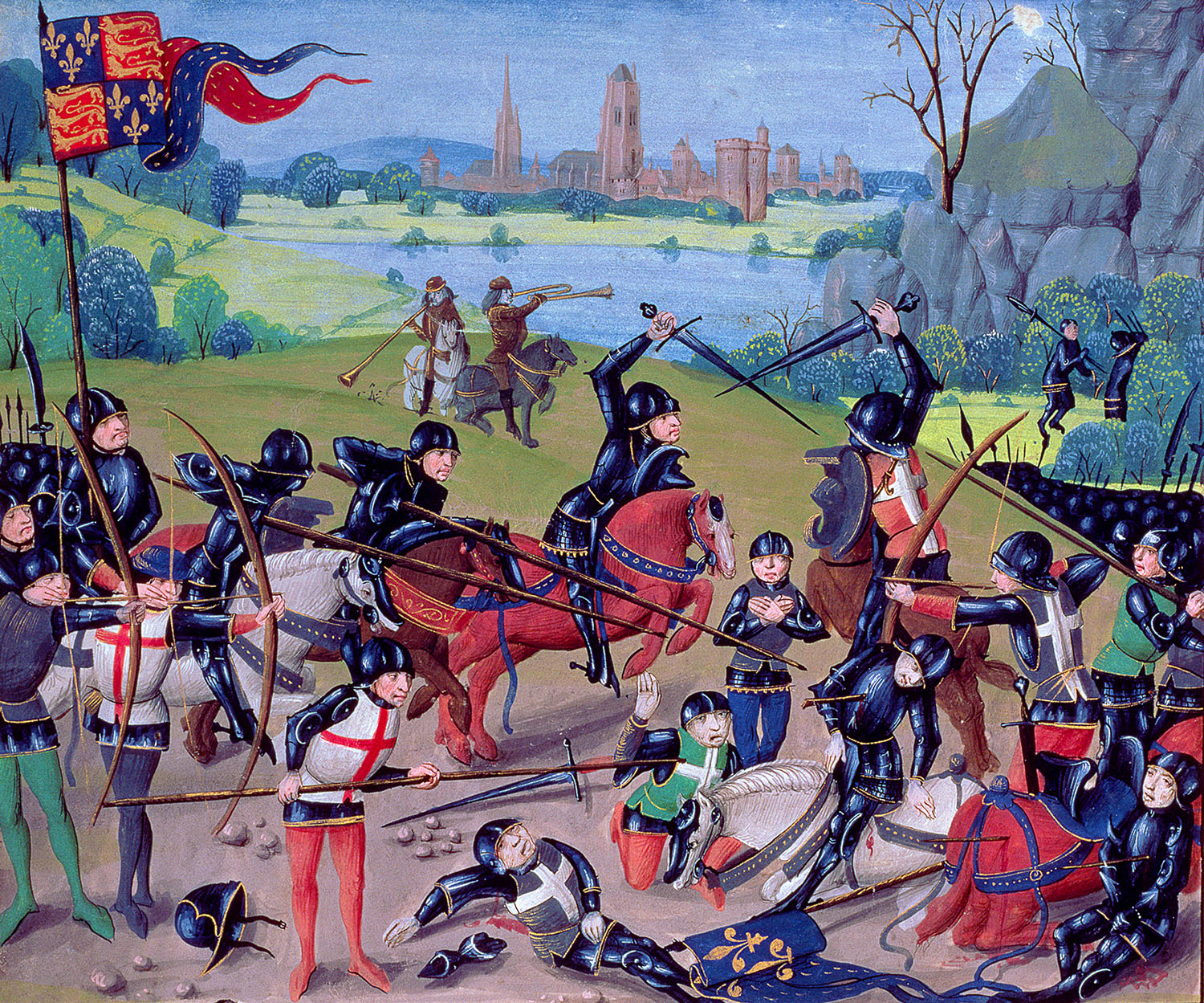
Die Schlacht von Azincourt

Nachdem die Pariser Bürger die Cabochiens und die Burgunder vertrieben hatten, übernahm Bernard d’Armagnac die Herrschaft in der Stadt und richtete eine Diktatur ein (1414).
Als wenig später (1415) die Engländer die Feindseligkeiten wieder aufnahmen, blieben die Bourguignons neutral, zumal Bernard d’Armagnac ihre Anwesenheit in der französischen Armee nicht wünschte. Am 25. Oktober 1415 wurden die Franzosen in der Schlacht von Azincourt vom englischen König Heinrich V. vernichtend geschlagen, wobei ein großer Teil der französischen Führungsschicht getötet wurde.

### Die Vertreibung der Armagnacs
Erst zweieinhalb Jahre später wurde die Herrschaft der Armagnacs in Paris beendet. Bereits im Februar lief Königin Isabeau zu den Burgundern über und errichtete mit Hilfe burgundischer Fachleute eine Gegenregierung in Troyes. In der Nacht vom 28. auf den 29. Mai 1418 wurde schließlich Paris mit Unterstützung der Handwerker und der Universität durch Perrinet Leclercs durch das Öffnen der Porte de Buci dem burgundischen Offizier Jean de Villiers de L’Isle-Adam ausgeliefert. Es folgten drei Tage Mord und Totschlag mit rund 1000 Opfern. Dem königlichen Vogt der Stadt, Tanneguy du Chastel, einem Parteigänger der Armagnacs, gelang es gerade noch, den 15-jährigen Dauphin Karl, den späteren König Karl VII., in eine Decke gewickelt, aus der Stadt zu bringen. Am 12. Juni machte sich der Pariser Mob über die verbliebenen Armagnacs her, und jetzt war auch Bernard VII. unter den Opfern.

### Der Sieg der Engländer
Beide Parteien traten jetzt in Verhandlungen mit den Engländern ein. Johann Ohnefurcht bot dabei dem englischen König die französische Krone an. Für den Dauphin Karl wurde es nun zwingend, sich den Bourguignons anzunähern, um deren Bündnis mit den Engländern zu verhindern. Johann Ohnefurcht wiederum, der weiterhin in finanziellen Nöten war, obwohl er einen großen Teil des Königreichs in seiner Hand hatte, stimmte nach einem für ihn günstigen Friedensschluss einem Treffen mit dem Dauphin zu, dem weitere Termine folgten. Am 10. September 1419 wurde er beim letzten dieser Treffen auf der Brücke von Montereau-Fault-Yonne von Tanneguy du Chastel und Jean Louvet, ebenfalls Parteigängern der Armagnacs, die die Annäherung zwischen den beiden Parteien ablehnten, ermordet. Dieser Mord, der den an Ludwig von Orléans vergessen machte, beendete sofort die Friedensbemühungen.
Philipp der Gute, der neue Herzog von Burgund, schloss nun das Bündnis mit den Engländern, das sein Vater bislang vermieden hatte. Karl VI. und Isabeau von Bayern fügten sich. Im Vertrag von Troyes vom 21. Mai 1420 erklärte Isabeau – auch im Namen ihres nicht mehr handlungsfähigen Ehemanns – ihren Sohn, den Dauphin Karl VII. für unehelich und verheiratete ihre Tochter Katharina mit Heinrich V. Jener wurde gleichzeitig von Karl VI. adoptiert, bekam die Normandie und die Guyenne (ohne eine zukünftige Lehenspflicht) zugesprochen und wurde in seiner neuen Funktion als zukünftiger Erbe und Adoptivsohn als Regent von Frankreich eingesetzt. Heinrich V. wurde damit de facto Herrscher von Frankreich; England und Frankreich wurden in Personalunion vereinigt. Karl VII. wurde des Mordes an Herzog Johann Ohnefurcht angeklagt und geächtet.
Heinrich V. verstarb jedoch bereits zwei Jahre später (31. August 1422), so dass sein wenige Monate zuvor geborener Sohn Heinrich VI. (* 6. Dezember 1421) König von England und Frankreich wurde. Der Vertrag von Troyes wurde von Karl VII. und den Armagnacs zurückgewiesen, während der englische Regent, der Herzog von Bedford, ihn im Namen Heinrichs VI. durchzusetzen versuchte; die Auseinandersetzung kulminierte in der Belagerung von Orléans, bei der das Eingreifen Jeanne d’Arcs den Wendepunkt im Hundertjährigen Krieg herbeiführte.

## Das Ende des Konflikts
Während die Burgunder bis in die dreißiger Jahre hinein die Armagnacs verfolgten, versuchte Karl VII., die Engländer und die Burgunder auseinanderzubringen. Philipp der Gute spürte bald, dass er in der ganzen Auseinandersetzung nichts gewonnen hatte, sondern alles den Engländern zufiel. Diese wiederum, allen voran der Herzog von Bedford, der 1423 eine Schwester Philipps geheiratet hatte, merkten, dass die Franzosen eher den Bourguignons nahestanden als ihnen.
Erst am 21. September 1435 – zufällig eine Woche nach Bedfords Tod – schlossen Karl VII., mittlerweile gekrönter König von Frankreich, und Philipp der Gute den Vertrag von Arras, durch den der Bürgerkrieg offiziell beendet wurde. Karl erkannte in diesem Vertrag die Unabhängigkeit Burgunds an und bekam die Hände frei, um den Engländern nach und nach ihre kontinentalen Besitzungen wegzunehmen, bis sie 1453 nur noch Calais beherrschten.